# Frits Zernike
Frits Zernike (Amsterdam, Països Baixos, 1888 - Amersfoort, 1966) fou un físic neerlandès guanyador del Premi Nobel de Física l'any 1953 per la seva invenció del microscopi de contrast de fases.

## Biografia
Va néixer el 16 de juliol de 1888 a la ciutat neerlandesa d'Amsterdam. Heretà del seu pare, mestre de matemàtiques, la seva passió per la física, i es llicencià en química, física i matemàtiques per la Universitat d'Amsterdam. El 1913, aconseguí ser assistent de l'astrònom Jacobus Kapteyn al laboratori astronòmic de la Universitat de Groningen, i hi fou nomenat l'any 1920 professor de física teòrica i mecànica quàntica.
Va morir el 10 de març de 1966 a la ciutat neerlandesa d'Amersfoort.

## Recerca científica
Interessat en l'òptica, el 1930 inicià els seus estudis sobre la línia espectral i creà l'any 1932 el primer microscopi de contrast de fases. La seva invenció, que constitueix una gran millora en comparació amb la teoria clàssica del microscopi establerta per Ernst Karl Abbe, es va basar en el fet que la llum reflectida per una superfície metàl·lica experimenta diversos canvis de fase. Així mateix, va descriure l'aberració òptica en els microscopis i telescopis.
L'any 1953, fou guardonat amb el Premi Nobel de Física per la invenció del microscopi de contrast.

## Reconeixements
En honor seu, s'anomenà el cràter Zernike de la Lluna, així com l'asteroide (11779) Zernike descobert el 16 d'octubre de 1977 per Cornelis Johannes van Houten, Ingrid van Houten-Groeneveld i Tom Gehrels.